# سفارت ایالات متحده آمریکا در بانکوک
سفارت ایالات متحده آمریکا در بانکوک (به لاتین: Embassy of the United States) یک منطقهٔ مسکونی و نمایندگی سیاسی ایالات متحده آمریکا در تایلند است که در Lumphini واقع شده‌است.